# Marie Deutschland
Marie Deutschland ist eine deutsche Band aus der Oberpfalz (Bayern), die im Jahr 1980 von Heidemarie Rüttinger und ihrem Ehemann Michael gegründet wurde.
Der Name der Band, der gleichzeitig der offizielle Künstlername von Heidemarie Rüttinger ist, weist auf den Vornamen der Sängerin Heide-Marie und auf die Tatsache hin, dass die Songs in deutscher Sprache gehalten sind.
Die Kompositionen und Texte stammen fast vollständig aus der Feder der Leadsängerin Heidemarie Rüttinger. Typische Merkmale ihrer Musik sind traumhaft-mystische Texte und eine rockig-orchestrale Instrumentierung.
Nach einigen Auftritten in den Jahren 1981/1982 löste sich die Band auf und Heidemarie und Michael Rüttinger versuchten ihr Glück alleine. 1983 wurde die Plattenfirma „EMI Electrola“ aufmerksam und die erste Single Frau Trude sowie eine EP unter dem gleichen Titel wurden veröffentlicht. Es folgten mehrere Fernsehauftritte, unter anderem in den (damals) populären ARD-Sendungen „Bananas“ und „Formel Eins“. Eine Langspielplatte erschien 1984, außerdem die zweite Single Königin der Nacht, die im Zuge der Neuen Deutschen Welle relativ erfolgreich war.
Bekannte Gastmusiker bei den Live-Auftritten und Studio-Aufnahmen waren u. a. Yogo Pausch, Helge Schneider (am Saxophon) und Olders Frenzel von Ihre Kinder.
Doch Marie Deutschland – heute Mutter von fünf Kindern – beendete Ende 1984 schlagartig ihre kurz zuvor begonnene Karriere, um sich ihrer Familie zu widmen.
Nachdem sie dem Musikgeschäft den Rücken gekehrt hatte, arbeitete Heidemarie Rüttinger zusammen mit ihrem Mann intensiv am Aufbau ihres eigenen Spieleentwicklungsbetriebs, wobei ihr hier die Rolle als Illustratorin zukam. Musikerin ist sie aber geblieben: es entstanden neue Songs, die allerdings nie veröffentlicht wurden. Erst 2006 entschloss sich Marie Deutschland dazu, ins Studio zu gehen, um das neue Material aufzunehmen. So kam zunächst eine EP mit vier Titeln heraus: Mutter Erde, Fantasie, Ave Maria und Intermezzo.
Am 16. April 2008 erschien schließlich das Album Das Pendel des Schicksals mit 15 Songs.

## Diskografie
- 1983: Frau Trude (Single)
- 1983: Marie Deutschland (EP)
- 1984: Frau Trude (LP)
- 1984: Königin der Nacht (Single)
- 2006: Marie Deutschland – Mutter Erde (EP)
- 2008: Pendel des Schicksals (CD)
- 2009: Frau Trude (CD) – Digitally Remastered + Bonustrack (Edelsteine)